# 周樹聲
周樹聲（1889年5月18日—1986年8月1日），別號澹廬居士。江蘇省丹徒縣人，寄籍河南省開封縣。民國37年（1948年）在河南省第一選區當選第一屆立法委員。

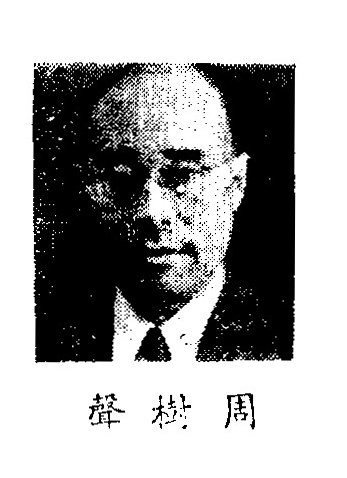
出席制憲國民大會代表時

## 生平[4][5][6][7][8][9]
- 河南法政學堂專科畢業
- 應全國高等司法官考試任司法官
- 全國縣長考試取第一名分發河南，奉派署理偃師縣縣長
- 河南全省禁煙總局局長
- 外交部河南交涉員
- 遼寧撫順地方法院院長
- 上海會丈局局長
- 焦作工學院院長、福中大學校長
- 中原煤礦公司董事長
- 制憲國民大會代表
- 立法委員
- 民國75年8月1日病逝[10]